# Émilie Aubry (cyclisme)
Pour les articles homonymes, voir Émilie Aubry et Aubry.
Émilie Aubry, née le 16 février 1989, originaire de Chevenez, est une coureuse cycliste suisse professionnelle. Elle a été championne de Suisse sur route en 2010.

## Palmarès et résultats
- 2008
  - GP Oberbaselbiet
  - 3e du championnat de Suisse sur route
- 2009
  - Omloop Van De Blauwe Stad
  - 4e du championnat de Suisse du contre-la-montre
- 2010
  -  Championne de Suisse sur route
- 2012
  - 3e du championnat de Suisse sur route
- 2013
  - 3e du championnat de Suisse sur route
  - 3e du GP Lucerne

### Classements mondiaux
| Année                                 | 2010 | 2011 | 2012 | 2013 | 2014 | 2015 |
| ------------------------------------- | ---- | ---- | ---- | ---- | ---- | ---- |
| Classement UCI                        | 186e | nc   | 346e | 332e | nc   | 506e |
|                                       |      |      |      |      |      |      |
| Légende : nc = non classéSource : UCI |      |      |      |      |      |      |